# Removille
Removille é uma comuna francesa na região administrativa de Grande Leste, no departamento de Vosges. Estende-se por uma área de 7,55 km². Em 2010 a comuna tinha 219 habitantes (densidade: 29 hab./km²).